# Дяволът е жена
„Дяволът е жена“ (на английски: The Devil Is a Woman) е американски филм от 1935 година, романтична мелодрама на режисьора Йозеф фон Щернберг по сценарий на Джон Дос Пасос, базиран на романа „Жената и куклата“ от Пиер Луис.
В центъра на сюжета е връзката на испански офицер с млада жена, в която е силно влюбен и която многократно се възползва от увлечението му с користни цели. Главните роли се изпълняват от Марлене Дитрих, Лайънел Атуил, Сизър Ромеро.
„Дяволът е жена“ е спрян от разпространение скоро след излизането си под натиска на испанското правителство, което смята сюжетът за обиден, и дълго време е смятан за изгубен, но е възстановен от копие в личната колекция на Марлене Дитрих.